# Rio Open 2024
Rio Open 2024 var den 10:e upplagan av Rio Open, en tennisturnering i Rio de Janeiro i Brasilien. Turneringen var en ATP 500-turnering på ATP-touren 2024 och spelades utomhus på grus mellan den 19 och 25 februari 2024.

## Mästare

### Singel
- Sebastián Báez besegrade  Mariano Navone 6–2, 6–1

### Dubbel
- Nicolás Barrientos /  Rafael Matos besegrade  Alexander Erler /  Lucas Miedler 6–4, 6–3

## Tävlande i singel

### Seedning
| Land           | Spelare             | Rank1 | Seedning |
| -------------- | ------------------- | ----- | -------- |
| Spanien        | Carlos Alcaraz      | 2     | 1        |
| Storbritannien | Cameron Norrie      | 20    | 2        |
| Chile          | Nicolás Jarry       | 21    | 3        |
| Argentina      | Francisco Cerúndolo | 22    | 4        |
| Argentina      | Sebastián Báez      | 30    | 5        |
| Serbien        | Laslo Djere         | 35    | 6        |
| Frankrike      | Arthur Fils         | 36    | 7        |
| Österrike      | Sebastian Ofner     | 38    | 8        |

- 1 Rankingen är per den 12 februari 2024.[2]

### Övrig spelarinformation
Följande spelare fick ett wild card till turneringen:
- João Fonseca
- Gustavo Heide
- Thiago Monteiro

Följande spelare kvalificerade sig genom kvalturneringen:
- Francisco Comesaña
- Felipe Meligeni Alves
- Corentin Moutet
- Mariano Navone

### Spelare som dragit sig ur
- Daniel Altmaier → ersatt av  Cristian Garín
- Marin Čilić → ersatt av  Daniel Elahi Galán
- Tomás Martín Etcheverry → ersatt av  Hugo Dellien

## Tävlande i dubbel

### Seedning
| Land      | Spelare           | Land           | Spelare          | Rank1 | Seedning |
| --------- | ----------------- | -------------- | ---------------- | ----- | -------- |
| USA       | Rajeev Ram        | Storbritannien | Joe Salisbury    | 11    | 1        |
| Spanien   | Marcel Granollers | Argentina      | Horacio Zeballos | 23    | 2        |
| Argentina | Máximo González   | Argentina      | Andrés Molteni   | 26    | 3        |
| Tyskland  | Kevin Krawietz    | Tyskland       | Tim Pütz         | 31    | 4        |

- 1 Rankingen är per den 12 februari 2024.

### Övrig spelarinformation
Följande dubbelpar fick ett wild card till turneringen:
- Marcelo Demoliner /  Felipe Meligeni Alves
- Fernando Romboli /  Thiago Seyboth Wild

Följande dubbelpar kvalificerade sig genom kvalturneringen:
- João Fonseca /  Marcelo Zormann

### Spelare som dragit sig ur
- Pedro Cachín /  Tomás Martín Etcheverry → ersatt av  Nicolás Barrientos /  Rafael Matos